# Nuoto ai XIX Giochi asiatici - 200 metri stile libero femminili
La gara dei 200 metri stile libero femminili di nuoto ai XIX Giochi asiatici si è svolta il 25 settembre 2023, durante i XIX Giochi asiatici, presso l'Hangzhou Olympic Sports Expo Center.

## Podio
| Pos.    | Atleta          | Nazione   |
| ------- | --------------- | --------- |
| Oro     | Siobhán Haughey | Hong Kong |
| Argento | Li Bingjie      | Cina      |
| Bronzo  | Liu Yaxin       | Cina      |

## Record
Prima della manifestazione il record del mondo (RM), il record asiatico (AS) e il record dei giochi (RC) erano i seguenti.
|  | 1'52"85 | Mollie O'Callaghan | 26 luglio 2023 Fukuoka     |
|  | 1'53"92 | Siobhán Haughey    | 28 luglio 2021 Tokyo       |
|  | 1'56"65 | Zhu Qianwei        | 13 novembre 2010 Guangzhou |

Durante la competizione è stato migliorato il seguente record:
|  | 1'54"12 | Siobhan Haughey |

## Programma
| Data              | Ora (UTC+8) | Turno    |
| ----------------- | ----------- | -------- |
| 25 settembre 2024 | 10:36       | Batterie |
| 25 settembre 2024 | 19:48       | Finale   |

## Risultati

### Batterie
| Pos. | Batteria | Corsia | Atleta                  | Nazionalità         | Tempo   | Note |
| ---- | -------- | ------ | ----------------------- | ------------------- | ------- | ---- |
| 1    | 2        | 4      | Li Bingjie              | Cina                | 1'58"90 | Q    |
| 2    | 1        | 5      | Hur Yeon-kyung          | Corea del Sud       | 2'00"18 | Q    |
| 3    | 1        | 4      | Liu Yaxin               | Cina                | 2'00"21 | Q    |
| 4    | 3        | 4      | Nagisa Ikemoto          | Giappone            | 2'00"36 | Q    |
| 5    | 3        | 4      | Siobhán Haughey         | Hong Kong           | 2'00"75 | Q    |
| 6    | 2        | 3      | Batbayaryn Enkhkhüslen  | Mongolia            | 2'00"89 | Q    |
| 7    | 1        | 3      | Gan Ching Hwee          | Singapore           | 2'01"31 | Q    |
| 8    | 3        | 5      | Shirai Rio              | Giappone            | 2'01"63 | Q    |
| 9    | 3        | 6      | Diana Taszhanova        | Kazakistan          | 2'03"24 |      |
| 10   | 3        | 3      | Tinky Ho                | Hong Kong           | 2'03"71 |      |
| 11   | 3        | 7      | Tiea Salvino            | Filippine           | 2'04"51 |      |
| 12   | 1        | 6      | Dhinidhi Desinghu       | India               | 2'07"10 |      |
| 13   | 1        | 2      | Napatsawan Jaritkla     | Thailandia          | 2'07"19 |      |
| 14   | 3        | 7      | Nguyễn Thúy Hiền        | Vietnam             | 2'07"98 |      |
| 15   | 2        | 6      | Ashley Lim Yi-Xuan      | Singapore           | 2'08"35 |      |
| 16   | 2        | 2      | Kornkarnjana Sapianchai | Thailandia          | 2'10"19 |      |
| 17   | 2        | 7      | Jehanara Nabi           | Pakistan            | 2'11"15 |      |
| 18   | 2        | 8      | Anna Nikishkina         | Kirghizistan        | 2'13"42 |      |
| 18   | 2        | 1      | Duana Lama              | Nepal               | 2'16"29 |      |
| 20   | 1        | 7      | Kuok Hei Cheng          | Macao               | 2'19"27 |      |
| 21   | 3        | 1      | Makelyta Singsombath    | Laos                | 2'20"29 |      |
| 22   | 1        | 1      | Maha Alshehhi           | Emirati Arabi Uniti | 2'21"00 |      |
| 23   | 3        | 8      | Enkhbaatar Ermuun       | Mongolia            | 2'26"92 |      |

### Finale
| Pos. | Corsia | Atleta                 | Nazionalità   | Tempo   | Note |
| ---- | ------ | ---------------------- | ------------- | ------- | ---- |
|      | 2      | Siobhán Haughey        | Hong Kong     | 1'54"12 |      |
|      | 4      | Li Bingjie             | Cina          | 1'56"00 |      |
|      | 3      | Liu Yaxin              | Cina          | 1'56"43 |      |
| 4    | 5      | Hur Yeon-kyung         | Corea del Sud | 1'58"92 |      |
| 5    | 6      | Nagisa Ikemoto         | Giappone      | 1'59"32 |      |
| 6    | 8      | Rio Shirai             | Giappone      | 2'00"76 |      |
| 7    | 1      | Gan Ching Hwee         | Singapore     | 2'02"26 |      |
| 8    | 7      | Batbayaryn Enkhkhüslen | Mongolia      | 2'02"70 |      |